# Kemar Scott
Kemar Ronex Garland Scott (sinh ngày 17 tháng 11 năm 1987) là một cầu thủ bóng đá người Quần đảo Cayman thi đấu ở vị trí tiền vệ. Anh từng đại diện Quần đảo Cayman thi đấu trận vòng loại World Cup năm 2011.